# Esra-Apokalypse
Die griechische Esra-Apokalypse ist eine antike Schrift jüdischen oder christlichen Ursprungs. Heute ist sie nur noch in der Äthiopischen Bibel als kanonische Schrift enthalten.

## Handschriften
Die griechische Esra-Apokalypse ist bisher in zwei Handschriften bekannt: Handschrift Paris gr. 929 aus dem 15. Jahrhundert bildete die Grundlage für die Edition durch Konstantin von Tischendorf Allerdings ist der Text dieser Handschrift an vielen Stellen verderbt, so dass zahlreiche Konjekturen nötig sind. Die Neuedition des Textes durch Otto Wahl berücksichtigt daneben die Handschrift Paris gr. 390.

## Inhalt
Die Esra-Apokalypse handelt von einer Reise Esras, der als Prophet und Geliebter Gottes bezeichnet wird, durch Himmel und Unterwelt. Ergriffen vom Leiden der Sünder und ihren Strafen beginnt Esra einen Rechtsstreit mit Gott um dessen Barmherzigkeit. Dabei entwickelt sich die Frage nach der Gerechtigkeit Gottes zum Grundthema der Schrift.
Daneben enthält die Esra-Apokalypse allerdings Abschnitte, die das Hauptthema verlassen und lediglich Beschreibungen der endzeitlichen Wehen (III,11–15) sowie der Unterwelt und der Bestrafung der Sünder in ihr (IV,5–V,5) sind. Die Theodizee-Frage spielt in ihnen keine Rolle. Diese Abschnitte sind jedoch sowohl aufgrund inhaltlicher als auch sprachlich-formaler Kriterien als Zusätze zu einer ursprünglichen Schrift erkennbar. In diesen Zusätzen tritt der christliche Charakter der Schrift deutlich hervor, z. B. im Verweis auf Herodes’ Kindermord in Betlehem in IV,12. Weitere christliche Glossen betreffen die Erwähnung des Paulus und des Johannes (I,19) sowie von Petrus, Paulus, Lukas und Matthäus (V,22).
Gegen Ende des Werkes fordern die Engel von Esra dessen Seele zurück. Jener weigert sich jedoch zu sterben. Schließlich fordert Gott selbst Esra auf zu sterben. Nach einem kurzen Disput und der Zusicherung Gottes, Esras Fürbitte für die Leser des Buches zu gedenken, gibt Esra seinen Geist auf.

## Beziehungen zu anderen Schriften
Die größte Nähe weist die Esra-Apokalypse zum 4. Buch Esra auf. In beiden Schriften streitet Esra mit Gott um den Sinn der Schöpfung: Wenn die Sünder ohnehin dem Gericht überantwortet werden, in dem sie nicht bestehen können, wozu wurden sie dann erschaffen? Esras Funktion besteht in beiden Fällen in der Fürbitte für die Sünder. Eine direkte literarische Abhängigkeit lässt sich jedoch kaum nachweisen, auch wenn die Esra-Apokalypse wohl in Anlehnung an 4. Esra verfasst wurde. Das Thema des Rechtsstreites mit Gott um dessen Gerechtigkeit hat jedoch schon seine biblische Parallele im Hiobbuch.
Große Ähnlichkeiten zeigen sich weiterhin zur Apokalypse des Sedrach. Auch hier ist allerdings unklar, ob und inwieweit beide Schriften literarisch voneinander abhängen oder auf eine gemeinsame Quelle zurückgehen.
Die oben beschriebene christliche Zusatz IV,5–V,5 ähnelt in der Beschreibung des Antichrist einer weiteren christlichen Schrift aus dem 5. Jahrhundert, die den Titel Apokalypse des Johannes trägt.

## Herkunft und Alter
Auch wenn sich einige Stellen eindeutig als spätere Zusätze christlicher Herkunft erweisen lassen, bleibt die Rekonstruktion eines jüdischen Grundtextes mit Schwierigkeiten behaftet. Für eine ursprünglich jüdische Herkunft der Schrift plädierte u. a. Ulrich B. Müller, während zahlreiche andere Autoren bereits die Grundschrift für christlich halten. Eine solche jüdische Grundschrift wäre frühestens für das 2. Jahrhundert anzunehmen, die größeren christlichen Überarbeitungen kaum vor dem 5. Jahrhundert.